# 4550 Royclarke
A 4550 Royclarke (ideiglenes jelöléssel 1977 HH1) a Naprendszer kisbolygóövében található aszteroida. Schelte J. Bus fedezte fel 1977. április 24-én.